# Micrixalus elegans
Micrixalus elegans és una espècie de granota de la família Micrixalidae que és endèmica de Ghats Occidentals (a l'Índia).